# Liste von Tsongkhapa-Schülern
Dies ist eine Liste von Tsongkhapa-Schülern.
Tsongkhapa (tib. tsong kha pa; 1357–1419), der große Reformator des tibetischen Buddhismus und Gründer des wichtigsten Gelugpa-Klosters Tibets – des 1409 gegründeten Ganden-Klosters – aus dessen Lehre die Gelug-Schulrichtung hervorging, hatte viele Schüler. Die folgende Liste erhebt daher keinen Anspruch auf Vollständigkeit.
Die Gelugpa (dge lugs pa) ist auch als die Gandenpa-Tradition bekannt. Mehrere seiner engsten Schülern gründeten noch zu Lebzeiten Tsongkhhapas Klöster, um seine Linien fortzuführen und seine Lehren zu verbreiten. Dies wurde auch nach seinem Tod fortgesetzt. Ihre Hauptklöster lagen überwiegend in Ü. Eine Gruppe seiner Schüler wird als die Acht Hauptschüler zusammengefasst.

## Schüler
- Gyeltshab Dharma Rinchen (1364–1432) / Gyeltshab Je (rgyal tshab rje), 2. Ganden Thripa (bzw. 1. nach Tsongkhapa), Verfasser eines Kommentares zu Shantidevas Bodhicharyavatara („Eintritt in den Weg der Erleuchtung“)
- Khedrub Geleg Pelsang (1385–1438; mkhas grub dge legs dpal bzang) / Khedrub Je, 3. Ganden Thripa (bzw. 2. nach Tsongkhapa), postum als 1. Penchen Lama bezeichnet
- Gyelwa Gendün Drub, (1391–1474; rgyal ba ge ’dun grub), posthum zum 1. Dalai Lama erklärt, gründete 1447 das Kloster Trashilhünpo (bkra shis lhun po)
- Jamyang Chöje (1379–1449;  ‘jam dbyangs chos rje) / Jamjang Chöje Trashi Pelden ( ‘jam dbyangs chos rje bkra shis dpal ldan), gründete 1416 das Kloster Drepung ( ’bras spungs dgon pa) bei Lhasa
- Chamchen Chöje Shakya Yeshe (1354–1435; byams chen chos rje shAkya ye shes)  gründete 1419 das Kloster Sera (se ra dgon pa).
- Je Sherab Sengge (1383–1445; rje shes rab seng ge) / Gyü Sherab-Sengge (rgyud shes rab seng ge) gründete 1433 die Untere Tantrische Fakultät[1] (Gyüme; rgyud smad grva tshang)